# Welf Dorr
Welf Dorr (* um 1970 in München) ist ein deutscher Jazzmusiker (Altsaxophon, Komposition), der in den Vereinigten Staaten arbeitet.

## Leben und Wirken
Dorr studierte am Berklee College of Music in Boston, bevor er 1995 nach New York zog. Hier arbeitete er u. a. mit Frank Lacy, Sonny Simmons, Sabir Mateen,  Blaise Siwula, Kim Clark, Ronnie Drayton, Graham Haynes, Meshell Ndegeocello, Jeffrey Hayden Shurdut, Daniel Carter, Steve Swell, Lukas Ligeti, Vernon Reid, Juni Booth, Jojo Kuo und der Goldsparkle Brass Band, außerdem in Karl Bergers Improvisers Orchestra. 1996 gründete er die Formation Funk Monk mit Musikern aus den USA, Europa und Afrika, eine Band, die Hip-Hop-Grooves mit Jazz-Harmonien verband. 1998 entstand das Debütalbum der Band, Live at the Knitting Factory.
Mit einem Quintett nahm Dorr 2005 sein Debütalbum Flowers for Albert auf, u. a. mit Kenny Wollesen und Jonathan Finlayson. Dorr ist in den Vereinigten Staaten, Europa, Mexiko, Brasilien und Ägypten aufgetreten, etwa bei Festivals wie dem Jazz Festival Willisau, Vision Festival oder Celebrate Brooklyn sowie an Veranstaltungsorten wie der City Hall von New York. Mit Elias Meister (Gitarre), Dmitry Ishenko (Bass) und Kenny Wollesen am Schlagzeug legte er 2024 das Album So Far, So Good vor. Im Bereich des Jazz war er laut Tom Lord zwischen 2004 und 2022 an fünf Aufnahmesessions beteiligt.

## Diskographische Hinweise
- Sabir Mateen / Welf Dorr/ Andrew Barker / Brian Osborne / Jeffrey Hayden Shurdut: Persistence of Memory (2004)
- Blaise Siwula / Nick Gianni / Welf Door / Brian Osborne / Jerome James / Jeffrey Hayden Shurdut: Flowers Grow from My Head (2004)
- Welf Dorr Unit: Blood (Creative Sources, 2018), mit Dave Ross, Dmitry Ishenko, Joe Hertenstein